# Albrecht von Goertz

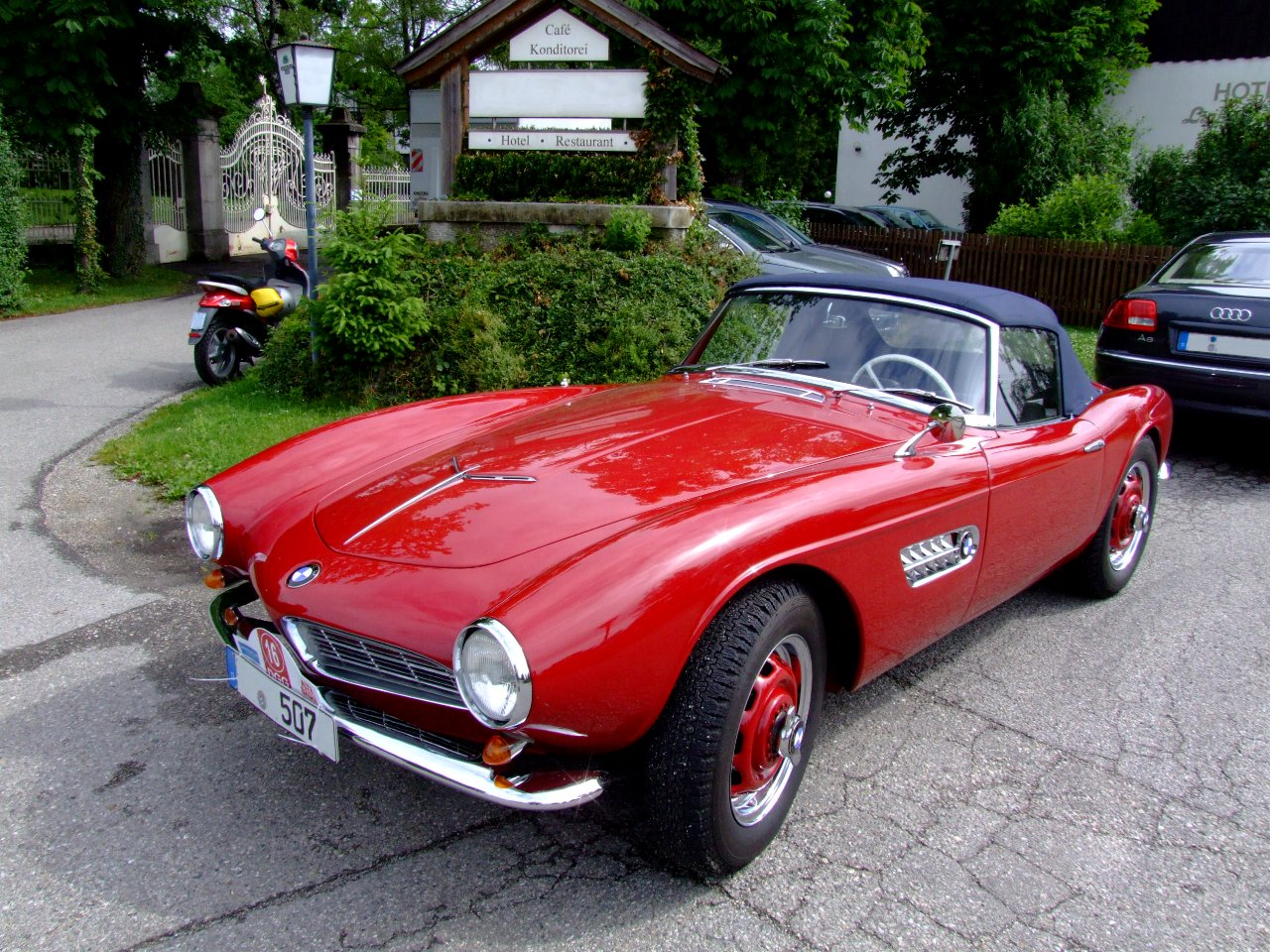
BMW 507.

Albrecht von Goertz, född 12 januari 1914 på godset Brunkensen nära Alfeld i Niedersachsen i Tyskland, död 27 oktober 2006 i Kitzbühel i Tyrolen i Österrike, var en tysk-amerikansk greve och bildesigner.
von Goertz kom till USA under 1930-talet och blev 1955 känd efter att ha designat de blivande klassikerna BMW 507 och BMW 503. Goertz arbetade även med amerikanska Studebaker innan han öppnade sin egen designstudio i New York. von Goertz arbetade även med bland annat japanska biltillverkare.